# Security Systems FC
El Security Systems FC es un equipo de fútbol de Botsuana que juega en la Liga Premier de Botsuana, la primera división nacional.

## Historia
Fue fundado en el año 1990 en la ciudad de Otse y había logrado el ascenso a la Liga Premier de Botsuana en la temporada 2011/12 pero no pudieron pagar la cuota de inscripción y el ascenso les fue negado. En la siguiente temporada se fusionan con el Tsholofelo Rolling Boys y en la temporada 2013/14 estuvieron cerca del ascenso pero fueron derrotados en la ronda de playoff por el BR Highlanders.
Como Rolling Boys logra el ascenso a la liga Premier de Botsuana en 2016 y pasa a llamarse nuevamente Security Systems para su primera temporada en la primera categoría.
En la temporada 2021/22 termina en sexto lugar en la liga y llega a la final de la copa nacional donde pierden 1-2 ante el Gaborone United, pero como el campeón de copa también ganó el título de liga, el club logra la clasificación a la Copa Confederación de la CAF 2022-23, su primera participación en un torneo internacional, donde abandonó el torneo en la primera ronda al enfrentar a Saint Éloi Lupopo de República Democrática del Congo por razones financieras.

## Palmarés
- Primera División de Botsuana: 1

2011/12

## Participación en competiciones de la CAF
- Copa Confederación de la CAF: 1 aparición

2022/23 - abandonó en la primera ronda